# Prière de Wessobrunn

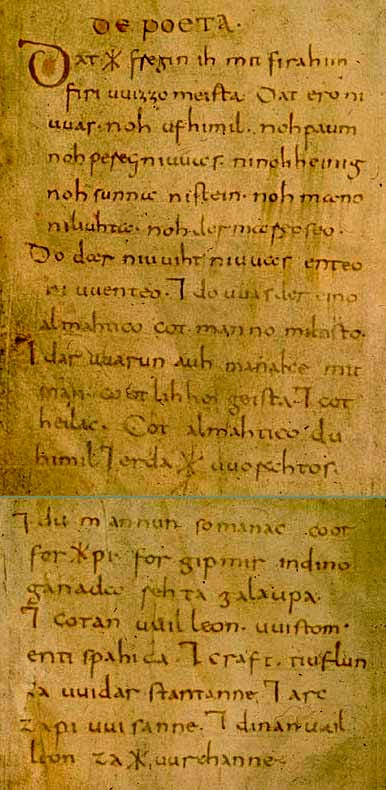
La "Prière de Wessobrunn"

La prière de Wessobrunn apparaît dans le diocèse d'Augsbourg vers 814. Ce texte anonyme est conservé à la Bibliothèque d'État de Bavière à Munich (Cote: Clm 22053, III, Bl.65v/66r).

## Description
Le texte se compose de deux parties : un fragment en vers du récit de la Création et une prière en prose. Dans les cinq premières lignes du poème, la Genèse chrétienne se mêle avec des éléments de la cosmogonie païenne germanique. Le texte pourrait être une adaptation d'un modèle anglo-saxon provenant de Fulda vers 790. Il s'agit du plus ancien texte religieux écrit en langue allemande.